# Drosophila nigrocirrus
Drosophila nigrocirrus är en tvåvingeart som beskrevs av Elmo Hardy 1965. Drosophila nigrocirrus ingår i släktet Drosophila och familjen daggflugor.
Artens utbredningsområde är Hawaii.